# Spitzgatter

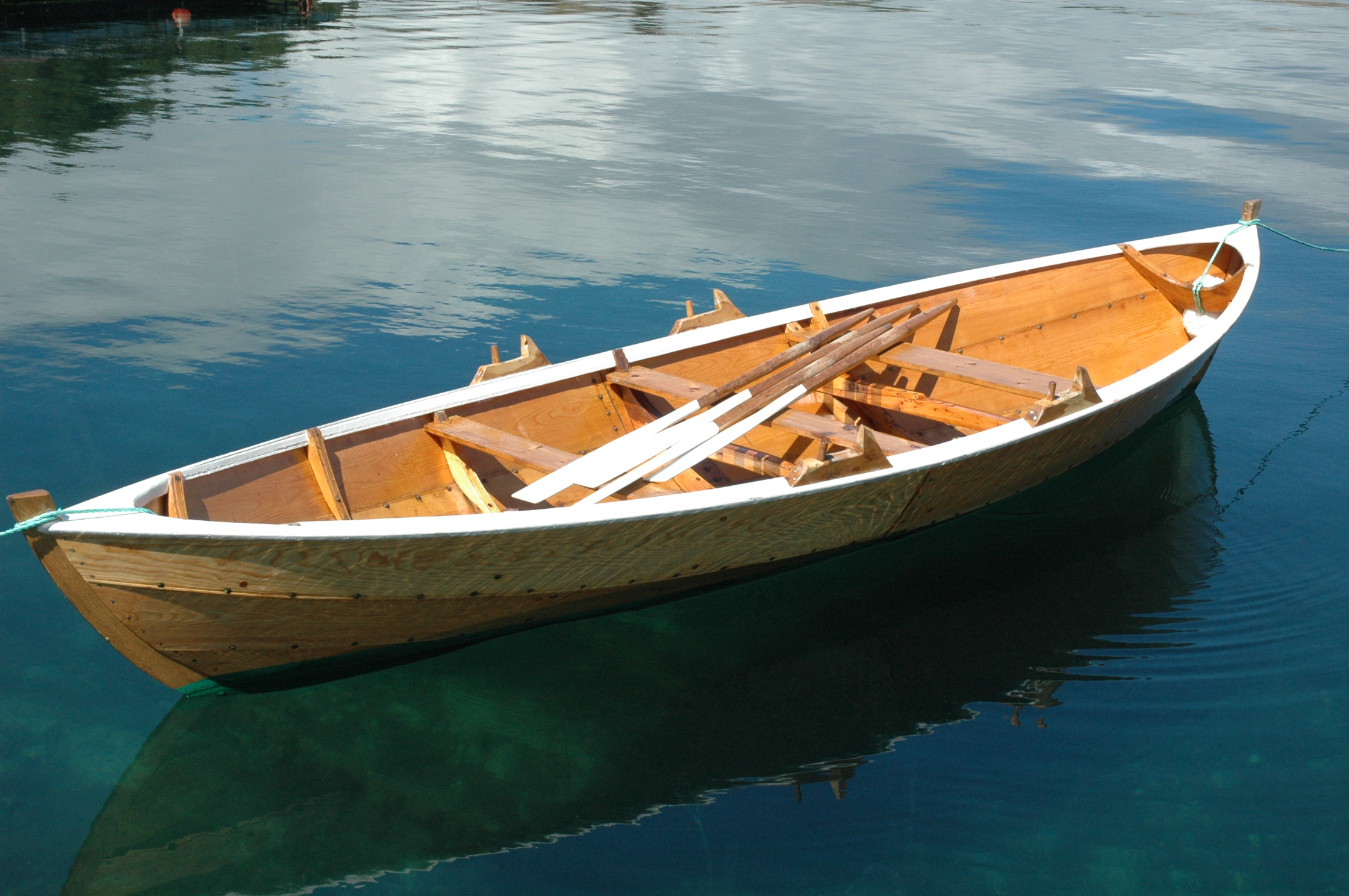
Ruderboot als Spitzgatter

Ein Spitzgatter ist ein Segel-, Ruder- oder Motorboots-Typ, dessen Rumpf am Heck spitz (Kanuheck) zusammenläuft und bei dem das Ruderblatt am Heck angehängt ist. Er unterscheidet sich damit von den Heckformen Rundgatter und Plattgatter.
Diese Rumpfform zeichnet sich auch bei starkem Seegang durch eine hohe Stabilität aus, daher werden Rettungsboote häufig als Spitzgatter konstruiert.
Sehr beliebt waren diese Bootstypen im skandinavischen Raum. Der norwegische Yachtkonstrukteur Colin Archer (1832–1921) verwendete diese Rumpfform für seine legendären Segelschiffsbauten, die sich gepaart mit einem positiven Deckssprung durch eine besondere Seetüchtigkeit auszeichneten und daher oftmals als Lotsenkutter und Rettungsboote unter Segeln eingesetzt wurden.
Unter den Motoryachten sind klassische Spitzgatter mit ausgeprägten Rauwassereigenschaften vor allem skandinavischer Herkunft (Skagerrak-, Saga-, Agder-, Joda-, Nidelv-Yachten etc.).

## Beispiele für Spitzgatter

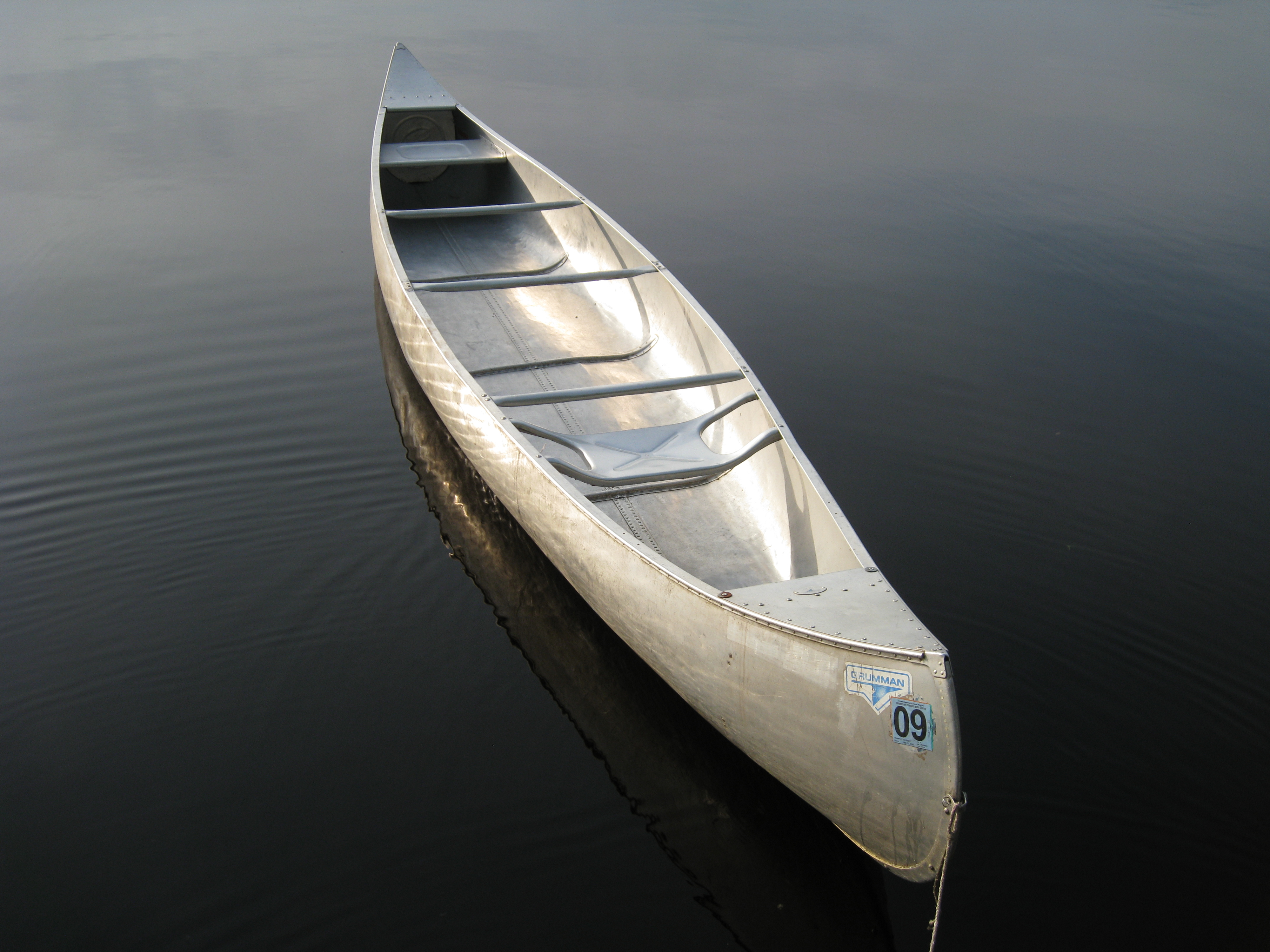
Canadier
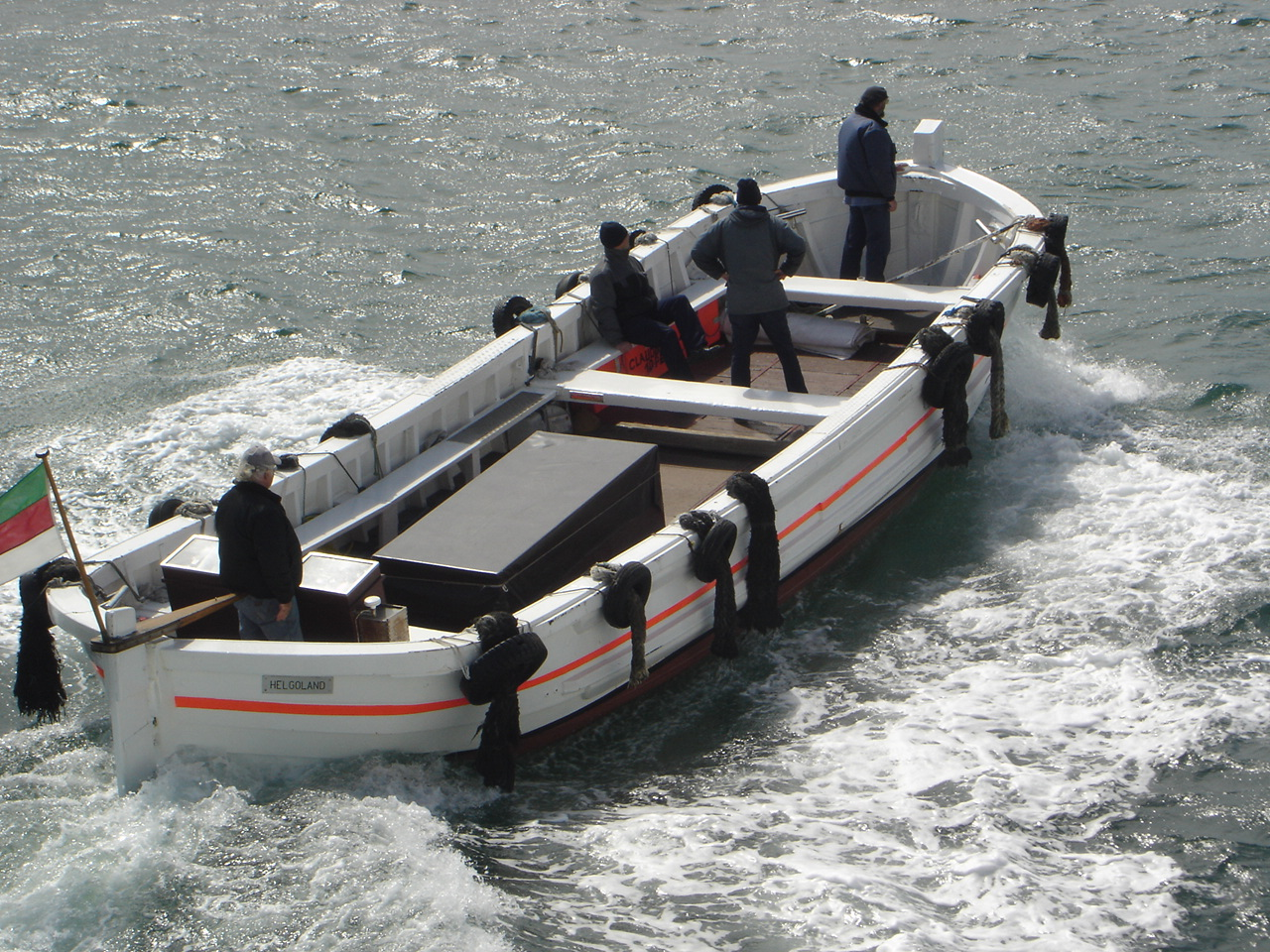
Helgoländer Börteboot
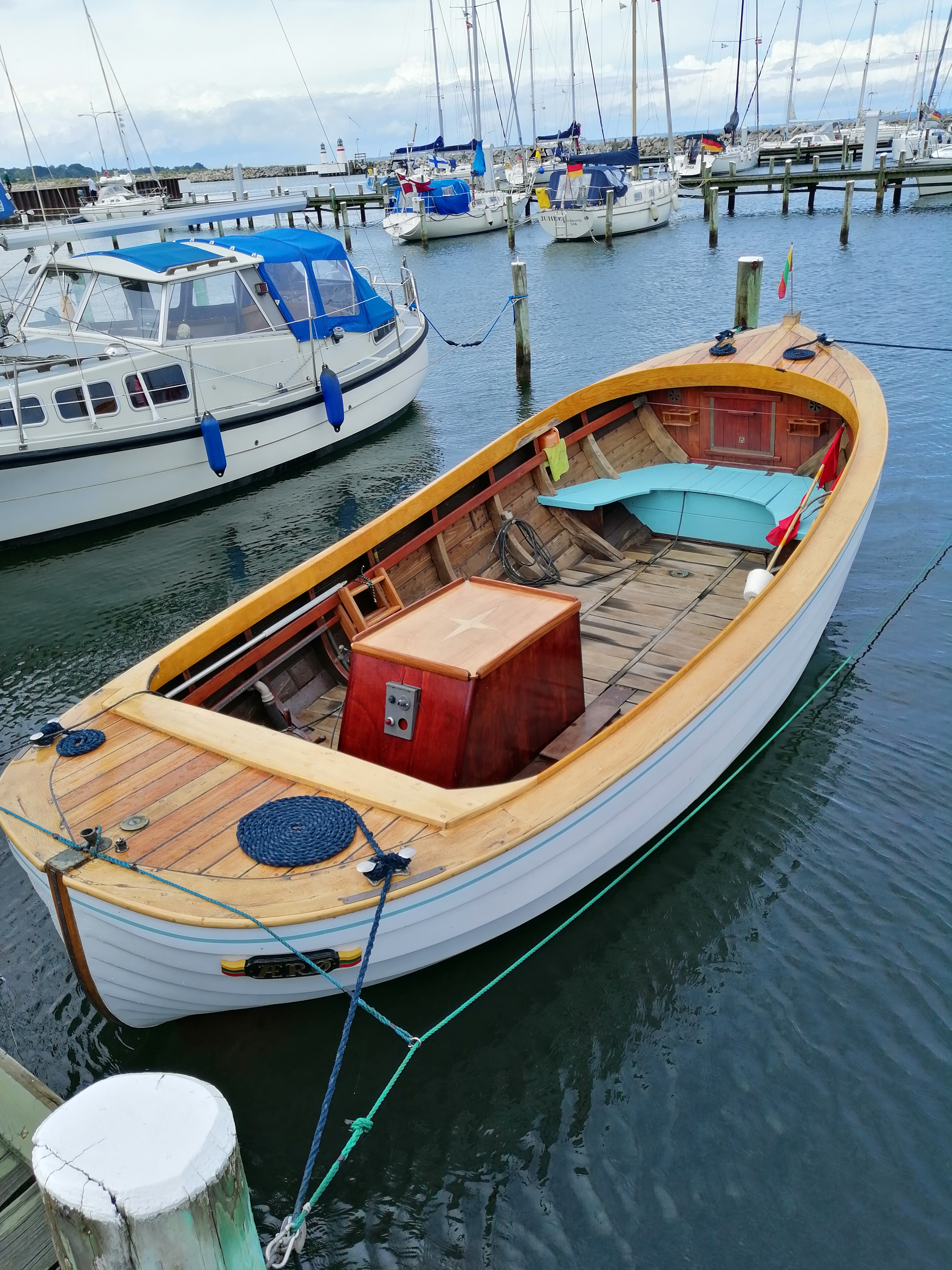
Tuckerboot Ærø
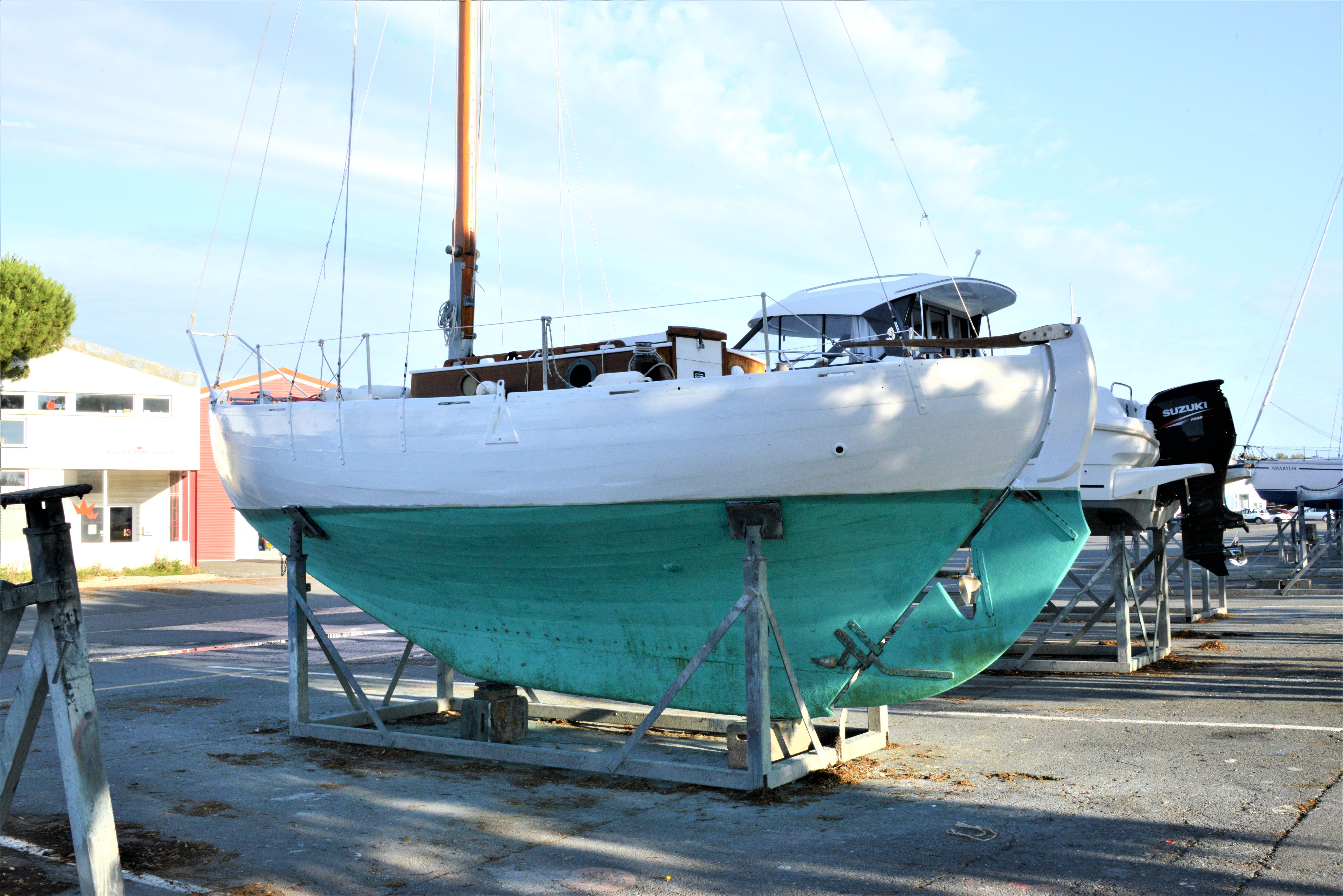
Segelyacht Mordicus (Colin Archer)
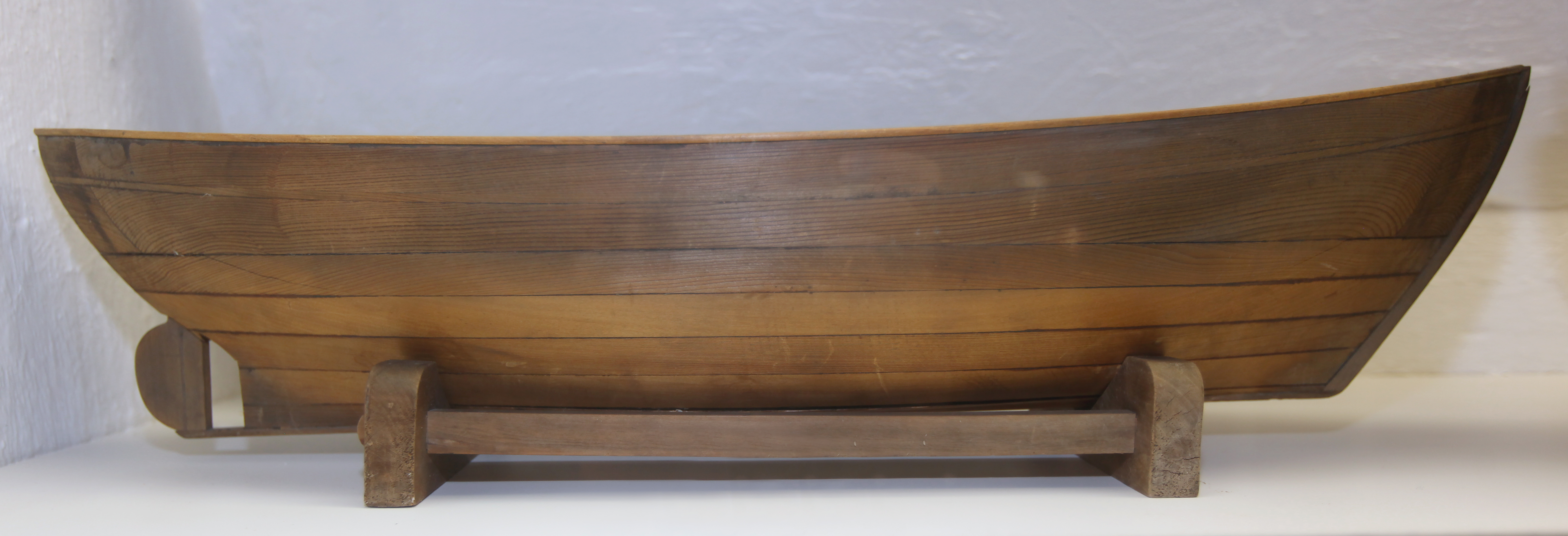
Rumpfmodel der Fram, (Colin Archer)
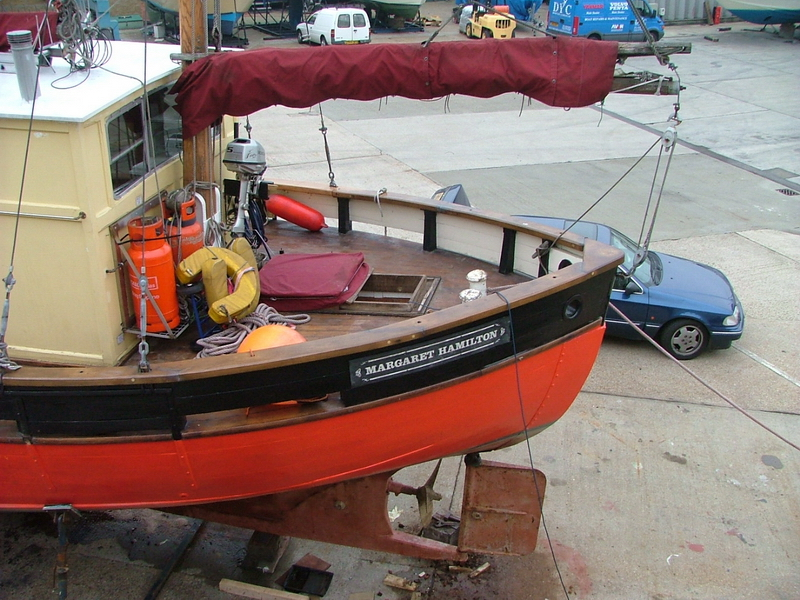
Fischkutter Margaret Hamilton